# Baufres
Bofres (en francès Boffres) és un municipi francès situat al departament de l'Ardecha i a la regió d'Alvèrnia-Roine-Alps. L'any 2007 tenia 617 habitants.

## Demografia

### Població
El 2007 la població de fet de Boffres era de 617 persones. Hi havia 258 famílies de les quals 90 eren unipersonals (39 homes vivint sols i 51 dones vivint soles), 70 parelles sense fills, 86 parelles amb fills i 12 famílies monoparentals amb fills.
La població ha evolucionat segons el següent gràfic:
Habitants censats

### Habitatges
El 2007 hi havia 406 habitatges, 268 eren l'habitatge principal de la família, 113 eren segones residències i 25 estaven desocupats. 360 eren cases i 46 eren apartaments. Dels 268 habitatges principals, 202 estaven ocupats pels seus propietaris, 58 estaven llogats i ocupats pels llogaters i 9 estaven cedits a títol gratuït; 2 tenien una cambra, 18 en tenien dues, 53 en tenien tres, 75 en tenien quatre i 120 en tenien cinc o més. 159 habitatges disposaven pel capbaix d'una plaça de pàrquing. A 119 habitatges hi havia un automòbil i a 116 n'hi havia dos o més.

### Piràmide de població
La piràmide de població per edats i sexe el 2009 era:
| Homes | Edats   | Dones |
| ----- | ------- | ----- |
| 4     | 95 o +  | 0     |
| 4     | 90 a 94 | 0     |
| 0     | 85 a 89 | 12    |
| 4     | 80 a 84 | 0     |
| 4     | 75 a 79 | 4     |
| 12    | 70 a 74 | 12    |
| 24    | 65 a 69 | 24    |
| 8     | 60 a 64 | 4     |
| 16    | 55 a 59 | 20    |
| 16    | 50 a 54 | 12    |
| 16    | 45 a 49 | 20    |
| 12    | 40 a 44 | 32    |
| 32    | 35 a 39 | 12    |
| 12    | 30 a 34 | 24    |
| 16    | 25 a 29 | 16    |
| 20    | 20 a 24 | 0     |
| 8     | 15 a 19 | 40    |
| 16    | 10 a 14 | 32    |
| 12    | 5 a 9   | 24    |
| 16    | 0 a 4   | 16    |

## Economia
El 2007 la població en edat de treballar era de 403 persones, 299 eren actives i 104 eren inactives. De les 299 persones actives 272 estaven ocupades (147 homes i 125 dones) i 28 estaven aturades (15 homes i 13 dones). De les 104 persones inactives 44 estaven jubilades, 28 estaven estudiant i 32 estaven classificades com a «altres inactius».

### Ingressos
El 2009 a Boffres hi havia 258 unitats fiscals que integraven 634,5 persones, la mediana anual d'ingressos fiscals per persona era de 13.983 €.

### Activitats econòmiques
Dels 21 establiments que hi havia el 2007, 1 era d'una empresa alimentària, 2 d'empreses de fabricació d'altres productes industrials, 5 d'empreses de construcció, 2 d'empreses de comerç i reparació d'automòbils, 1 d'una empresa de transport, 3 d'empreses d'hostatgeria i restauració, 1 d'una empresa financera, 1 d'una empresa immobiliària, 2 d'empreses de serveis, 1 d'una entitat de l'administració pública i 2 d'empreses classificades com a «altres activitats de serveis».
Dels 10 establiments de servei als particulars que hi havia el 2009, 1 era una oficina de correu, 5 paletes, 1 guixaire pintor, 1 restaurant, 1 agència immobiliària i 1 saló de bellesa.
L'únic establiment comercial que hi havia el 2009 era una carnisseria.
L'any 2000 a Boffres hi havia 33 explotacions agrícoles que ocupaven un total de 820 hectàrees.

## Equipaments sanitaris i escolars
El 2009 hi havia una escola elemental.

## Poblacions més properes
El següent diagrama mostra les poblacions més properes.